# ولاية زامفارة
ولاية زمفرة هي إحدى الولايات الست وثلاثين المكونة لنيجيريا. والقلب الزراعي لنيجيريا. وإحدى الولايات المطبقة للشريعة الإسلامية. الإنجليزية هي اللغة الرسمية إلا أن الهوسا (المكتوبة بحروف عربية ولاتينية) تستخدم في جميع أنحاء الولاية.

## سلطنة كانو
زمفرة كانت جزءا من سلطنة كانو وخلافة صكتو.

## مشاكل في تطبيق الشريعة
الرأي العام العالمي ثار بشدة بسبب مشكلة صفية. وهي امرأة وضعت طفلة بعد 4 سنوات من طلاقها، فقضت محكمة شرعية عام 2003 بإقامة حد الزنا عليها. المشكلة لم تحل بعد.